# Manuela Schmidt

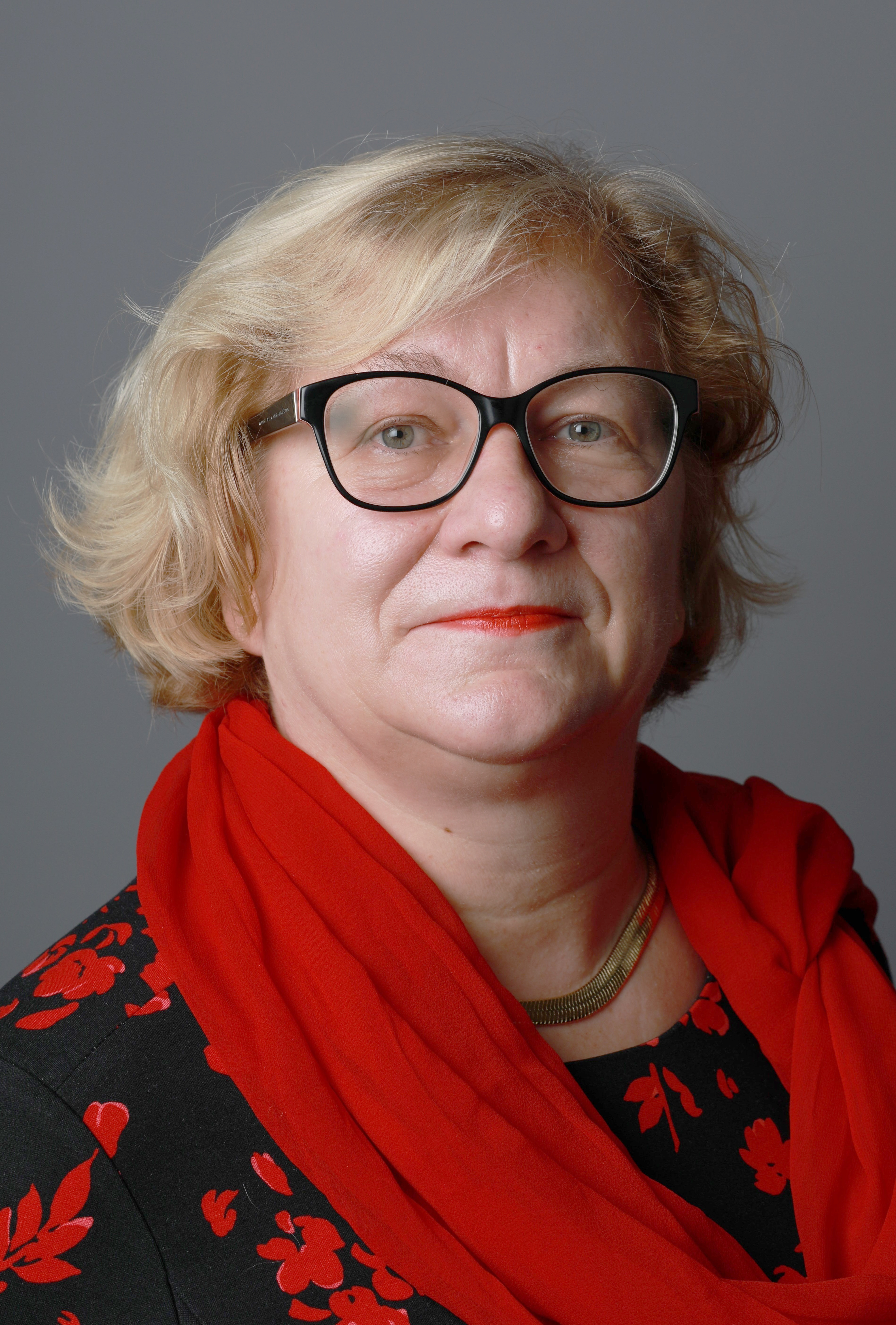
Manuela Schmidt (2017)

Manuela Schmidt (* 13. Juli 1963 in Großenhain) ist eine deutsche Politikerin (PDS, Die Linke). Sie ist Vizepräsidentin im Abgeordnetenhaus Berlin.

## Leben
Manuela Schmidt studierte 1982 bis 1987 Pädagogik an der Humboldt-Universität zu Berlin und schloss das Studium als Diplomlehrer ab. 1987 bis 1990 setzte sie ihre Studien fort und wurde zur Dr. paed. promoviert. 1991 war sie nach ihrem Studium als Mitarbeiterin an der Humboldt-Universität in Berlin tätig, 1992 bis 1993 als Persönliche Referentin der Präsidentin der Humboldt-Universität Marlis Dürkop-Leptihn. Nach einer Fortbildung zur Bildungs- und Personalreferentin 1994 bis 1995 war sie 1995 bis 2001 als Projektleiterin bei Mittendrin in Hellersdorf – Verein zur Integration Behinderter e. V. tätig. Schmidt ist verheiratet und hat ein Kind.
Im Dezember 2021 wurde sie zur Präsidentin des Humanistischen Verbandes Berlin-Brandenburg gewählt.

## Politik
Manuela Schmidt ist seit 2002 Mitglied der Partei PDS bzw. Die Linke. 2001 bis 2004 war sie Bezirksstadträtin für Jugend, Familie und Gesundheit im Bezirk Marzahn-Hellersdorf und von 2005 bis 2011 dort Bezirksstadträtin für Jugend und Familie.
Bei den Wahlen zum Abgeordnetenhaus von Berlin 2011, 2016 und 2021 erhielt sie im Wahlkreis Marzahn-Hellersdorf 2 ein Mandat im Abgeordnetenhaus. Bei der Wiederholungswahl 2023 verlor sie zwar das Direktmandat, konnte jedoch ihren Sitz im Abgeordnetenhaus verteidigen. Sie war dort Mitglied des Hauptausschusses und Sprecherin für die Bezirke.
Im Oktober 2012 wurde sie in den Landesvorstand der Berliner Linken gewählt.